# Minnesota Timberwolves 2011-2012
La stagione 2011-12 dei Minnesota Timberwolves fu la 23ª nella NBA per la franchigia.
I Minnesota Timberwolves arrivarono quinti nella Northwest Division della Western Conference con un record di 26-40, non qualificandosi per i play-off.

## Roster
| N° | Naz.                   | Ruolo | Sportivo         | Anno | Alt. | Peso |
| -- | ---------------------- | ----- | ---------------- | ---- | ---- | ---- |
| 3  | Stati Uniti (bandiera) | G     | Malcolm Lee      | 1990 | 196  | 91   |
| 4  | Stati Uniti (bandiera) | A     | Wesley Johnson   | 1987 | 201  | 93   |
| 5  | Stati Uniti (bandiera) | GA    | Martell Webster  | 1986 | 201  | 95   |
| 7  | Stati Uniti (bandiera) | A     | Derrick Williams | 1991 | 203  | 109  |
| 8  | Stati Uniti (bandiera) | A     | Michael Beasley  | 1989 | 206  | 107  |
| 9  | Spagna (bandiera)      | G     | Ricky Rubio      | 1990 | 193  | 82   |
| 11 | Porto Rico (bandiera)  | G     | José Barea       | 1984 | 183  | 79   |
| 13 | Stati Uniti (bandiera) | G     | Luke Ridnour     | 1981 | 188  | 79   |
| 14 | Montenegro (bandiera)  | A     | Nikola Peković   | 1986 | 211  | 110  |
| 15 | Stati Uniti (bandiera) | A     | Anthony Randolph | 1989 | 208  | 93   |
| 22 | Stati Uniti (bandiera) | G     | Wayne Ellington  | 1987 | 193  | 91   |
| 31 | Serbia (bandiera)      | C     | Darko Miličić    | 1985 | 213  | 113  |
| 42 | Stati Uniti (bandiera) | A     | Kevin Love       | 1988 | 208  | 118  |
| 44 | Stati Uniti (bandiera) | C     | Anthony Tolliver | 1985 | 203  | 109  |
| 52 | Stati Uniti (bandiera) | C     | Brad Miller      | 1976 | 211  | 111  |

## Staff tecnico
- Allenatore: Rick Adelman
- Vice-allenatori: Terry Porter, Jack Sikma, T.R. Dunn, Bill Bayno
- Vice-allenatori per lo sviluppo dei giocatori: Shawn Respert, David Adelman
- Advance scout: Pat Zipfel
- Preparatore fisico: Keke Lyles
- Preparatore atletico: Gregg Farnam